# Уэллер, Томас Хакл
Томас Хакл Уэ́ллер (англ. Thomas Huckle Weller; 15 июня 1915, Анн-Арбор, штат Мичиган — 23 августа 2008, Нидем, штат Массачусетс) — американский врач-вирусолог.
Член Национальной академии наук США (1964), Американской академии искусств и наук.

## Биография

### Научная карьера
Окончил Мичиганский университет (1936), доктор медицины (1940). Работал в Бостоне, в Гарвардской медицинской школе (1936—1939), детской больнице (1940—1941). Во время Второй мировой войны вступил в Медицинский корпус армии США и работал в Антильской медицинской лаборатории в Пуэрто-Рико. После войны вновь работал в детской больнице Бостона (1945—1946), затем в Педиатрическом центре (с 1947 года), в Гарвардской школе здравоохранения (с 1954 по 1981 год, профессор и заведующий отделом тропической медицины).
Изучал полиомиелит. Однако, деятельность Уэллера не была ограничена изучением полиомиелита. В 1950-х годах выделил возбудителя ветряной оспы и опоясывающего лишая и доказал, что оба заболевания вызываются одним и тем же вирусом. В 1955 году выделил возбудителя цитомегаловирусной инфекции. Позже занимался другими вирусными инфекциями и гельминтозами человека. В 1963 году участвовал в открытии вируса, вызывающего коревую краснуху.

### Семья
Женился в 1945 году на Кэтлин Фейхи (англ. Kathleen Fahey). У них было четверо детей: сыновья Питер и Роберт, дочери Джанет и Ненси.

### Общественная деятельность
В 1992 году подписал «Предупреждение человечеству».

## Основные труды
Основные работы по паразитологии, тропической медицине, бактериологии, культивированию вирусов: цитомегаловируса, вируса Коксаки, ветряной оспы, герпеса, полиомиелита. Совместно с Дж. Эндерсом и Ф. Роббинсом установил, что вирус полиомиелита не является нейротропным, и разработал метод культуры клеток для выращивания вирусов, обусловивший быстрое развитие вирусологии.

## Нобелевская премия
- Нобелевская премия 1954 года (совместно с Дж. Эндерсом и Ф. Роббинсом)[8].